# Kampung Laut (Kuala Jambi)
Kampung Laut is een bestuurslaag in het regentschap Tanjung Jabung Timur van de provincie Jambi, Indonesië. Kampung Laut telt 4203 inwoners (volkstelling 2010).